# Nykyrka
Nykyrka is een plaats in de gemeente Motala in het landschap Östergötland en de provincie Östergötlands län in Zweden. De plaats heeft 419 inwoners (2005) en een oppervlakte van 50 hectare.

## Verkeer en vervoer
Bij de plaats loopt de Riksväg 50.